# حوزه انتخابیه هشتم مینه‌سوتا
حوزه انتخابیه هشتم مینه‌سوتا یک حوزه انتخابیه مجلس نمایندگان آمریکا است که در ایالت مینه‌سوتا قرار دارد.